# كأس الكونكاكاف الذهبية 2019
كأس الكونكاكاف الذهبية لعام 2019 كانت النسخة الخامسة عشرة من كأس الكونكاكاف الذهبية، بطولة كرة القدم الدولية للرجال كل سنتين في منطقة أمريكا الشمالية وأمريكا الوسطى والبحر الكاريبي التي تنظمها الكونكاكاف. وتستضاف البطولة في المقام الأول في الولايات المتحدة، حيث تستضيف كوستاريكا وجامايكا أيضًا كلاهما مباراتين متعاقبتين في الجولة الأولى من المباريات في المجموعتين ب وج، على التوالي.
الولايات المتحدة هي حامل اللقب، بعد أن فازت ببطولة العام 2017. مع إلغاء بطولة كأس القارات، لن تكون الكأس الذهبية مؤهلة للفائز لبطولة كبرى للمرة الأولى منذ عام 2005.
في فبراير 2018، أعلن الكونكاكاف أن البطولة ستتوسع إلى 16 فريقًا من 12 فريقًا.

## الفرق المتأهلة
تم تغيير نظام التأهيل ولم يعد مقسماً إلى مناطق أمريكا الوسطى والبحر الكاريبي. من بين 16 فريقاً، ستة يتأهلون مباشرة بعد المشاركة في سداسية التأهيل لكأس العالم 2018، في حين أن الفرق العشرة الأخرى تتأهل من خلال التصفيات المؤهلة لدوري أمم الكونكاكاف 2019–20.
برمودا وغيانا شاركتا في أول ظهور لهما في الكأس الذهبية.
| الفريق                                              | المؤهل                                    | تاريخ التأهل | الظهور خلال الكأس الذهبية ‏ (+ بطولة الكونكاكاف) | آخر ظهور | أفضل أداء سابق للكأس الذهبية (+ بطولة الكونكاكاف)                                           | تصنيف الفيفا في بداية الحدث | تصنيف الكونكاكاف في بداية الحدث |
| --------------------------------------------------- | ----------------------------------------- | ------------ | ----------------------------------------------- | -------- | ------------------------------------------------------------------------------------------- | --------------------------- | ------------------------------- |
| المكسيك                                             | المركز الأول للسداسية                     | 7 مارس 2018  | الخامس عشر (الثالث والعشرون)                    | 2017     | البطل (1993, 1996، 1998، 2003, 2009، 2011، 2015) البطل (1965, 1971، بطولة الكونكاكاف 1977 ‏) | 18                          | 1                               |
| كوستاريكا (مشاركون في الاستضافة)                    | المركز الثاني للسداسية                    | 7 مارس 2018  | الرابع عشر (العشرون)                            | 2017     | الوصيف (2002) البطل (1963، 1969, 1989)                                                      | 38                          | 3                               |
| بنما                                                | المركز الثالث للسداسية                    | 7 مارس 2018  | التاسع (العاشر)                                 | 2017     | الوصيف (2005، 2013)                                                                         | 74                          | 5                               |
| هندوراس                                             | المركز الرابع للسداسية                    | 7 مارس 2018  | الرابع عشر (العشرون)                            | 2017     | الوصيف (1991) البطل (بطولة الكونكاكاف 1981 ‏)                                                | 61                          | 4                               |
| الولايات المتحدة · (حامل اللقب والمضيفين المشاركين) | المركز الخامس للسداسية                    | 7 مارس 2018  | الخامس عشر (السابع عشر)                         | 2017     | البطل (1991، 2002، 2005، 2007، 2013، 2017) الوصيف (1989)                                    | 24                          | 2                               |
| ترينيداد وتوباغو                                    | المركز السادس للسداسية                    | 7 مارس 2018  | العاشر (السادس عشر)                             | 2015     | نصف النهائي (2000) الوصيف (1973)                                                            | 93                          | 11                              |
| هايتي                                               | المركز الأول لتصفيات دوري أمم الكونكاكاف  | 24 مارس 2019 | السابع (الرابع عشر)                             | 2015     | ربع النهائي (2002، 2009) البطل (1973)                                                       | 100                         | 10                              |
| كندا                                                | المركز الثاني لتصفيات دوري أمم الكونكاكاف | 24 مارس 2019 | الرابع عشر (السابع عشر)                         | 2017     | البطل (2000) البطل (1985 ‏)                                                                  | 78                          | 6                               |
| مارتينيك                                            | المركز الثالث لتصفيات دوري أمم الكونكاكاف | 23 مارس 2019 | السادس (السادس)                                 | 2017     | ربع النهائي (2002)                                                                          | N/A                         | 12                              |
| كوراساو                                             | المركز الرابع لتصفيات دوري أمم الكونكاكاف | 23 مارس 2019 | الثاني (السادس)                                 | 2017     | مرحلة المجموعات (2017) المركز الثالث (1963، 1969)                                           | 82                          | 15                              |
| برمودا                                              | المركز الخامس لتصفيات دوري أمم الكونكاكاف | 24 مارس 2019 | الأول (الأول)                                   | لا شيء   | في أول ظهور له                                                                              | 175                         | 20                              |
| كوبا                                                | المركز السادس لتصفيات دوري أمم الكونكاكاف | 24 مارس 2019 | التاسع (الحادي عشر)                             | 2015     | ربع النهائي (2003، 2013، 2015) المركز الرابع (1971)                                         | 174                         | 13                              |
| غيانا                                               | المركز السابع تصفيات دوري أمم الكونكاكاف  | 23 مارس 2019 | الأول (الأول)                                   | لا شيء   | في أول ظهور له                                                                              | 175                         | 22                              |
| جامايكا (مشاركون في الاستضافة)                      | المركز الثامن لتصفيات دوري أمم الكونكاكاف | 23 مارس 2019 | الحادي عشر (الثالث عشر)                         | 2017     | الوصيف (2015، 2017)                                                                         | 56                          | 7                               |
| نيكاراغوا                                           | المركز التاسع لتصفيات دوري أمم الكونكاكاف | 24 مارس 2019 | الثالث (الخامس)                                 | 2017     | مرحلة المجموعات (2009، 2017) المركز السادس (1967)                                           | 129                         | 14                              |
| السلفادور                                           | المركز العاشر لتصفيات دوري أمم الكونكاكاف | 24 مارس 2019 | الحادي عشر (السابع عشر)                         | 2017     | ربع النهائي (2002، 2003، 2011، 2013، 2017) الوصيف (1963، 1981 ‏)                             | 71                          | 9                               |

1. ↑  يشير الخط العريض إلى أن الفريق المقابل كان يستضيف الحدث.
2. ↑  تم تأكيده كمشاركين في الكأس الذهبية في 7 مارس 2018، لكنه تأهل إلى سداسي الأضلاع في 29 مارس 2016.
3. 1 2 3  تم تأكيده كمشاركين في الكأس الذهبية في 7 مارس 2018، لكنه تأهل إلى سداسي الأضلاع في 2 سبتمبر 2016.
4. 1 2  تم تأكيده كمشاركين في الكأس الذهبية في 7 مارس 2018، لكنه تأهل إلى سداسي الأضلاع في 6 سبتمبر 2016.
5. ↑  مارتينيك ليست عضو في الفيفا، لذا ليس لديها تصنيف فيفا.

## الأماكن
في مايو 2018، أكد الكونكاكاف أن المباريات ستعقد في أمريكا الوسطى ومنطقة البحر الكاريبي بالإضافة إلى الولايات المتحدة. ستكون هذه هي المرة الأولى التي تقام فيها كأس الذهب في أي من المنطقتين، حيث جرت جميع المباريات السابقة في الولايات المتحدة أو المكسيك أو كندا.

### الولايات المتحدة
في مايو 2018، أعلنت الكونكاكاف عن 15 مكانًا في الولايات المتحدة والتي ستستضيف المباريات. تم الإعلان عن حقل الجندي في شيكاغو في 27 سبتمبر 2018 كمكان للنهائي.
| باسادينا (منطقة لوس آنجلس) | دنفر | هيوستن | هيوستن |
| -------------------------- | --- | --- | --- |
| ملعب روز بول               | ملعب سبورتس أثورتي في المايل هاي | ملعب إن آر جي | ملعب بي في أي |
| السعة: 90,888              | السعة: 76,125 | السعة: 71,795 | السعة: 22,039 |
|                            | | | |
| تشارلوت                    | سانت بول لوس أنجلوس غلينديل فيلادلفيا تشارلوت (كارولاينا الشمالية) فريسكو كليفلاند كانساس سيتي دنفر ناشفيل هيوستن باسادينا شيكاغو هاريسونكأس الكونكاكاف الذهبية 2019 (USA) | سانت بول لوس أنجلوس غلينديل فيلادلفيا تشارلوت (كارولاينا الشمالية) فريسكو كليفلاند كانساس سيتي دنفر ناشفيل هيوستن باسادينا شيكاغو هاريسونكأس الكونكاكاف الذهبية 2019 (USA) | سانت بول لوس أنجلوس غلينديل فيلادلفيا تشارلوت (كارولاينا الشمالية) فريسكو كليفلاند كانساس سيتي دنفر ناشفيل هيوستن باسادينا شيكاغو هاريسونكأس الكونكاكاف الذهبية 2019 (USA) |
| ملعب بنك أمريكا            | سانت بول لوس أنجلوس غلينديل فيلادلفيا تشارلوت (كارولاينا الشمالية) فريسكو كليفلاند كانساس سيتي دنفر ناشفيل هيوستن باسادينا شيكاغو هاريسونكأس الكونكاكاف الذهبية 2019 (USA) | سانت بول لوس أنجلوس غلينديل فيلادلفيا تشارلوت (كارولاينا الشمالية) فريسكو كليفلاند كانساس سيتي دنفر ناشفيل هيوستن باسادينا شيكاغو هاريسونكأس الكونكاكاف الذهبية 2019 (USA) | سانت بول لوس أنجلوس غلينديل فيلادلفيا تشارلوت (كارولاينا الشمالية) فريسكو كليفلاند كانساس سيتي دنفر ناشفيل هيوستن باسادينا شيكاغو هاريسونكأس الكونكاكاف الذهبية 2019 (USA) |
| السعة: 75,525              | سانت بول لوس أنجلوس غلينديل فيلادلفيا تشارلوت (كارولاينا الشمالية) فريسكو كليفلاند كانساس سيتي دنفر ناشفيل هيوستن باسادينا شيكاغو هاريسونكأس الكونكاكاف الذهبية 2019 (USA) | سانت بول لوس أنجلوس غلينديل فيلادلفيا تشارلوت (كارولاينا الشمالية) فريسكو كليفلاند كانساس سيتي دنفر ناشفيل هيوستن باسادينا شيكاغو هاريسونكأس الكونكاكاف الذهبية 2019 (USA) | سانت بول لوس أنجلوس غلينديل فيلادلفيا تشارلوت (كارولاينا الشمالية) فريسكو كليفلاند كانساس سيتي دنفر ناشفيل هيوستن باسادينا شيكاغو هاريسونكأس الكونكاكاف الذهبية 2019 (USA) |
|                            | سانت بول لوس أنجلوس غلينديل فيلادلفيا تشارلوت (كارولاينا الشمالية) فريسكو كليفلاند كانساس سيتي دنفر ناشفيل هيوستن باسادينا شيكاغو هاريسونكأس الكونكاكاف الذهبية 2019 (USA) | سانت بول لوس أنجلوس غلينديل فيلادلفيا تشارلوت (كارولاينا الشمالية) فريسكو كليفلاند كانساس سيتي دنفر ناشفيل هيوستن باسادينا شيكاغو هاريسونكأس الكونكاكاف الذهبية 2019 (USA) | سانت بول لوس أنجلوس غلينديل فيلادلفيا تشارلوت (كارولاينا الشمالية) فريسكو كليفلاند كانساس سيتي دنفر ناشفيل هيوستن باسادينا شيكاغو هاريسونكأس الكونكاكاف الذهبية 2019 (USA) |
| فيلادلفيا                  | سانت بول لوس أنجلوس غلينديل فيلادلفيا تشارلوت (كارولاينا الشمالية) فريسكو كليفلاند كانساس سيتي دنفر ناشفيل هيوستن باسادينا شيكاغو هاريسونكأس الكونكاكاف الذهبية 2019 (USA) | سانت بول لوس أنجلوس غلينديل فيلادلفيا تشارلوت (كارولاينا الشمالية) فريسكو كليفلاند كانساس سيتي دنفر ناشفيل هيوستن باسادينا شيكاغو هاريسونكأس الكونكاكاف الذهبية 2019 (USA) | سانت بول لوس أنجلوس غلينديل فيلادلفيا تشارلوت (كارولاينا الشمالية) فريسكو كليفلاند كانساس سيتي دنفر ناشفيل هيوستن باسادينا شيكاغو هاريسونكأس الكونكاكاف الذهبية 2019 (USA) |
| فيلادلفيا                  | سانت بول لوس أنجلوس غلينديل فيلادلفيا تشارلوت (كارولاينا الشمالية) فريسكو كليفلاند كانساس سيتي دنفر ناشفيل هيوستن باسادينا شيكاغو هاريسونكأس الكونكاكاف الذهبية 2019 (USA) | سانت بول لوس أنجلوس غلينديل فيلادلفيا تشارلوت (كارولاينا الشمالية) فريسكو كليفلاند كانساس سيتي دنفر ناشفيل هيوستن باسادينا شيكاغو هاريسونكأس الكونكاكاف الذهبية 2019 (USA) | سانت بول لوس أنجلوس غلينديل فيلادلفيا تشارلوت (كارولاينا الشمالية) فريسكو كليفلاند كانساس سيتي دنفر ناشفيل هيوستن باسادينا شيكاغو هاريسونكأس الكونكاكاف الذهبية 2019 (USA) |
| السعة: 69,176              | سانت بول لوس أنجلوس غلينديل فيلادلفيا تشارلوت (كارولاينا الشمالية) فريسكو كليفلاند كانساس سيتي دنفر ناشفيل هيوستن باسادينا شيكاغو هاريسونكأس الكونكاكاف الذهبية 2019 (USA) | سانت بول لوس أنجلوس غلينديل فيلادلفيا تشارلوت (كارولاينا الشمالية) فريسكو كليفلاند كانساس سيتي دنفر ناشفيل هيوستن باسادينا شيكاغو هاريسونكأس الكونكاكاف الذهبية 2019 (USA) | سانت بول لوس أنجلوس غلينديل فيلادلفيا تشارلوت (كارولاينا الشمالية) فريسكو كليفلاند كانساس سيتي دنفر ناشفيل هيوستن باسادينا شيكاغو هاريسونكأس الكونكاكاف الذهبية 2019 (USA) |
|                            | سانت بول لوس أنجلوس غلينديل فيلادلفيا تشارلوت (كارولاينا الشمالية) فريسكو كليفلاند كانساس سيتي دنفر ناشفيل هيوستن باسادينا شيكاغو هاريسونكأس الكونكاكاف الذهبية 2019 (USA) | سانت بول لوس أنجلوس غلينديل فيلادلفيا تشارلوت (كارولاينا الشمالية) فريسكو كليفلاند كانساس سيتي دنفر ناشفيل هيوستن باسادينا شيكاغو هاريسونكأس الكونكاكاف الذهبية 2019 (USA) | سانت بول لوس أنجلوس غلينديل فيلادلفيا تشارلوت (كارولاينا الشمالية) فريسكو كليفلاند كانساس سيتي دنفر ناشفيل هيوستن باسادينا شيكاغو هاريسونكأس الكونكاكاف الذهبية 2019 (USA) |
| ناشفيل                     | سانت بول لوس أنجلوس غلينديل فيلادلفيا تشارلوت (كارولاينا الشمالية) فريسكو كليفلاند كانساس سيتي دنفر ناشفيل هيوستن باسادينا شيكاغو هاريسونكأس الكونكاكاف الذهبية 2019 (USA) | سانت بول لوس أنجلوس غلينديل فيلادلفيا تشارلوت (كارولاينا الشمالية) فريسكو كليفلاند كانساس سيتي دنفر ناشفيل هيوستن باسادينا شيكاغو هاريسونكأس الكونكاكاف الذهبية 2019 (USA) | سانت بول لوس أنجلوس غلينديل فيلادلفيا تشارلوت (كارولاينا الشمالية) فريسكو كليفلاند كانساس سيتي دنفر ناشفيل هيوستن باسادينا شيكاغو هاريسونكأس الكونكاكاف الذهبية 2019 (USA) |
| ملعب نيسان                 | سانت بول لوس أنجلوس غلينديل فيلادلفيا تشارلوت (كارولاينا الشمالية) فريسكو كليفلاند كانساس سيتي دنفر ناشفيل هيوستن باسادينا شيكاغو هاريسونكأس الكونكاكاف الذهبية 2019 (USA) | سانت بول لوس أنجلوس غلينديل فيلادلفيا تشارلوت (كارولاينا الشمالية) فريسكو كليفلاند كانساس سيتي دنفر ناشفيل هيوستن باسادينا شيكاغو هاريسونكأس الكونكاكاف الذهبية 2019 (USA) | سانت بول لوس أنجلوس غلينديل فيلادلفيا تشارلوت (كارولاينا الشمالية) فريسكو كليفلاند كانساس سيتي دنفر ناشفيل هيوستن باسادينا شيكاغو هاريسونكأس الكونكاكاف الذهبية 2019 (USA) |
| السعة: 69,143              | سانت بول لوس أنجلوس غلينديل فيلادلفيا تشارلوت (كارولاينا الشمالية) فريسكو كليفلاند كانساس سيتي دنفر ناشفيل هيوستن باسادينا شيكاغو هاريسونكأس الكونكاكاف الذهبية 2019 (USA) | سانت بول لوس أنجلوس غلينديل فيلادلفيا تشارلوت (كارولاينا الشمالية) فريسكو كليفلاند كانساس سيتي دنفر ناشفيل هيوستن باسادينا شيكاغو هاريسونكأس الكونكاكاف الذهبية 2019 (USA) | سانت بول لوس أنجلوس غلينديل فيلادلفيا تشارلوت (كارولاينا الشمالية) فريسكو كليفلاند كانساس سيتي دنفر ناشفيل هيوستن باسادينا شيكاغو هاريسونكأس الكونكاكاف الذهبية 2019 (USA) |
|                            | سانت بول لوس أنجلوس غلينديل فيلادلفيا تشارلوت (كارولاينا الشمالية) فريسكو كليفلاند كانساس سيتي دنفر ناشفيل هيوستن باسادينا شيكاغو هاريسونكأس الكونكاكاف الذهبية 2019 (USA) | سانت بول لوس أنجلوس غلينديل فيلادلفيا تشارلوت (كارولاينا الشمالية) فريسكو كليفلاند كانساس سيتي دنفر ناشفيل هيوستن باسادينا شيكاغو هاريسونكأس الكونكاكاف الذهبية 2019 (USA) | سانت بول لوس أنجلوس غلينديل فيلادلفيا تشارلوت (كارولاينا الشمالية) فريسكو كليفلاند كانساس سيتي دنفر ناشفيل هيوستن باسادينا شيكاغو هاريسونكأس الكونكاكاف الذهبية 2019 (USA) |
| كليفلاند                   | غلينديل (منطقة فينيكس) | شيكاغو | هاريسون (منطقة نيويورك) |
| ملعب كليفلاند براونز       | ملعب ستيت فارم | سولجر فيلد | ريد بل أرينا |
| السعة: 67,895              | السعة: 63,400 | السعة: 61,500 | السعة: 25,000 |
|                            | | | |
| لوس أنجلوس                 | فريسكو (منطقة دالاس فورت ورث متروبليكس (تكساس)) | سانت بول (منطقة منيابولس) | كانساس سيتي (منطقة كانساس سيتي) |
| ملعب بنك كاليفورنيا        | ملعب تويوتا | أليانز فيلد | حديقة رحمة الأطفال |
| السعة: 22,000              | السعة: 20,500 | السعة: 19,400 | السعة: 18,467 |
|                            | | | |

### كوستاريكا
في 26 نوفمبر 2018، أعلن الكوناكاف أن كوستاريكا ستستضيف مباراتين متعاقبتين في الجولة الأولى من مباريات المجموعة باء في 16 يونيو 2019، التي تقام في الاستاد الوطني لكوستاريكا في سان خوسيه.
| سان خوسيهكأس الكونكاكاف الذهبية 2019 (كوستاريكا) | سان خوسيه                     |
| سان خوسيهكأس الكونكاكاف الذهبية 2019 (كوستاريكا) | استاديو ناسيونال دي كوستاريكا |
| سان خوسيهكأس الكونكاكاف الذهبية 2019 (كوستاريكا) | السعة: 35,175                 |
| سان خوسيهكأس الكونكاكاف الذهبية 2019 (كوستاريكا) |                               |

### جامايكا
في 2 أبريل 2019، أعلن الكونكاكاف أن جامايكا ستستضيف مباراتين متعاقبتين في الجولة الأولى من مباريات المجموعة جيم في 17 يونيو 2019، والتي ستقام في متنزه الاستقلال في كينغستون.
| كينغستون,كأس الكونكاكاف الذهبية 2019 (جامايكا) | كينغستون             |
| كينغستون,كأس الكونكاكاف الذهبية 2019 (جامايكا) | ملعب حديقة الاستقلال |
| كينغستون,كأس الكونكاكاف الذهبية 2019 (جامايكا) | السعة: 35,000        |
| كينغستون,كأس الكونكاكاف الذهبية 2019 (جامايكا) |                      |

## التصنيف والجدول
في 31 أغسطس 2018، أعلن الكونكاكاف أنه تم تصنيف الفرق الأربعة الأولى في مؤشر تصنيف الكونكاكاف لشهر سبتمبر 2018 لمرحلة المجموعات في البطولة.
| مرتبة | الفريق المصنف    | نقاط  |
| ----- | ---------------- | ----- |
| 1     | المكسيك          | 2,042 |
| 2     | الولايات المتحدة | 1,872 |
| 3     | كوستاريكا        | 1,798 |
| 4     | هندوراس          | 1,632 |

تم الكشف عن المجموعات وجدول المباريات الكامل في 10 أبريل 2019، 18:00 التوقيت الشرقي نهارًا (15:00 بالتوقيت المحلي، توقيت نهار المحيط الهادئ)، في لوس أنجلوس، كاليفورنيا، الولايات المتحدة الأمريكية.

## الفرق
يجب على كل فريق تقديم قائمة من 23 لاعبًا (يجب أن يكون 3 حراس مرمى).

## المسؤولون
تم الإعلان عن مسؤولي المباريات في 15 مايو.
الحكام
- خوان غابرييل كالديرون
- هنري بيخارانو
- ياديل مارتينيز
- ماريو إسكوبار
- والتر لوبيز
- سايد مارتينيز
- دانيون بارتشمنت
- أدوناي إسكوبيدو
- فرناندو غيريرو
- ماركو أورتيس
- جون بيتي
- عبد الرحمن الجاسم
- إيفان بارتون
- خاير ماروفو
- أرماندو فياريال
- إسماعيل الفتح

الحكام المساعدون
- مايكل بارويغن
- كيدلي باول
- خوان كارلوس مورا
- ويليام أرييتا
- هلبيس فيليز
- غيرسون لوبيز
- هومبرتو بانجوج
- كريستيان راميريز
- والتر لوبيز
- نيكولاس أندرسون
- ألبرتو مورين
- ميغيل هرنانديز
- هنري بوبيرو
- طالب المري
- سعود المقالة
- خوان فرانسيسكو زومبا
- دافيد موران
- زاكاري زيغيلار
- كيلب ويلز
- فرانك أندرسون
- إيان أندرسون
- كوري باركر
- كايل أتكينز

برنامج الحكم المتقدم المستهدف (TARP)
- كيلور هيريرا
- راندي إنكارناسيون
- ريون راديكس
- أوشين نيشن
- دييغو مونتانو
- أوليفر فيرغارا
- خوسيه كيليس
- خوسيه توريس

## مرحلة المجموعات
أعلن الكونكاكاف في 9 أكتوبر 2018 عن تواريخ المباريات وإحالات الأماكن. زيجات ربع النهائي عدلت فيما بعد في 12 أكتوبر 2018. وسيتأهل أول فريقين من كل مجموعة إلى الدور ربع النهائي.
جميع أوقات المباريات المدرجة هي التوقيت الصيفي الشرقي (ت ع م−4)، كما هو مذكور من قبل الكونكاكاف. إذا كان المكان يقع في منطقة زمنية مختلفة، يتم إعطاء التوقيت المحلي أيضًا.

### قواعد الترجيح
يتم تحديد ترتيب الفرق في مرحلة المجموعات على النحو التالي:
1. النقاط التي تم الحصول عليها في جميع مباريات المجموعة (ثلاث نقاط للفوز، واحدة للتعادل، لا شيء للهزيمة)؛
2. فارق الأهداف في جميع مباريات المجموعة؛
3. عدد الأهداف المسجلة في جميع مباريات المجموعة؛
4. النقاط التي تم الحصول عليها في المباريات التي تم لعبها بين الفرق المعنية؛
5. فارق الأهداف في المباريات التي لعبت بين الفرق المعنية؛
6. عدد الأهداف المسجلة في المباريات التي لعبت بين الفرق المعنية؛
7. نقاط اللعب النظيف في جميع مباريات المجموعة (يمكن تطبيق خصم واحد فقط على لاعب في مباراة واحدة):   - بطاقة صفراء: −1 نقطة؛
  - بطاقة حمراء غير مباشرة (بطاقة صفراء ثانية): −3 نقاط؛
  - بطاقة حمراء مباشرة: −4 نقاط؛
  - بطاقة صفراء وبطاقة حمراء مباشرة: −5 نقاط؛
8. سحب القرعة.

### المجموعة ألف
| م | الفريق   | لعب | ف | ت | خ | أ.له | أ.ع | أ.ف | نقاط | التأهل                      |
| - | -------- | --- | - | - | - | ---- | --- | --- | ---- | --------------------------- |
| 1 | المكسيك  | 3   | 3 | 0 | 0 | 13   | 3   | +10 | 9    | تقدم إلى مرحلة خروج المغلوب |
| 2 | كندا     | 3   | 2 | 0 | 1 | 12   | 3   | +9  | 6    | تقدم إلى مرحلة خروج المغلوب |
| 3 | مارتينيك | 3   | 1 | 0 | 2 | 5    | 7   | −2  | 3    |                             |
| 4 | كوبا     | 3   | 0 | 0 | 3 | 0    | 17  | −17 | 0    |                             |

| كندا                                       | 4–0   | مارتينيك |
| ------------------------------------------ | ----- | -------- |
| - ديفيد 33'، 53' - هويليت 63' - أرفيلد 67' | تقرير |          |

| المكسيك                                                        | 7–0   | كوبا |
| -------------------------------------------------------------- | ----- | ---- |
| - أنتونا 2'، 44'، 80' - خيمينيز 31'، 64' - رييس 38' - فيغا 74' | تقرير |      |

| كوبا | 0–3   | مارتينيك                              |
| ---- | ----- | ------------------------------------- |
|      | تقرير | - مارفو 45' - أبول 70' - فورتونيه 84' |

| المكسيك                            | 3–1   | كندا           |
| ---------------------------------- | ----- | -------------- |
| - ألفارادو 40' - غواردادو 54'، 77' | تقرير | - كافاليني 75' |

| كندا                                                         | 7–0   | كوبا |
| ------------------------------------------------------------ | ----- | ---- |
| - ديفيد 3'، 71'، 77' - كافاليني 21'، 43'، 45+1' - هويليت 50' | تقرير |      |

| مارتينيك                   | 2–3   | المكسيك                                 |
| -------------------------- | ----- | --------------------------------------- |
| - بارسيمين 56' - ديليم 84' | تقرير | - أنتونا 29' - خيمينيز 61' - نافارو 72' |

### المجموعة باء
| م | الفريق        | لعب | ف | ت | خ | أ.له | أ.ع | أ.ف | نقاط | التأهل                      |
| - | ------------- | --- | - | - | - | ---- | --- | --- | ---- | --------------------------- |
| 1 | هايتي         | 3   | 3 | 0 | 0 | 6    | 2   | +4  | 9    | تقدم إلى مرحلة خروج المغلوب |
| 2 | كوستاريكا (H) | 3   | 2 | 0 | 1 | 7    | 3   | +4  | 6    | تقدم إلى مرحلة خروج المغلوب |
| 3 | برمودا        | 3   | 1 | 0 | 2 | 4    | 4   | 0   | 3    |                             |
| 4 | نيكاراغوا     | 3   | 0 | 0 | 3 | 0    | 8   | −8  | 0    |                             |

| هايتي            | 2–1   | برمودا         |
| ---------------- | ----- | -------------- |
| - بييرو 54'، 66' | تقرير | - ليفروك 45+2' |

| كوستاريكا                                           | 4–0   | نيكاراغوا |
| --------------------------------------------------- | ----- | --------- |
| - أوفييدو 7' - بورخيس 19' - أغيلار 45+1' - كروز 75' | تقرير |           |

| نيكاراغوا | 0–2   | هايتي                         |
| --------- | ----- | ----------------------------- |
|           | تقرير | - سابا 22' - روساس 33' (ه.ذ.) |

| كوستاريكا               | 2–1   | برمودا            |
| ----------------------- | ----- | ----------------- |
| - جورج 30' - أغيلار 54' | تقرير | - ويلز 59' (ركل.) |

| برمودا                  | 2–0   | نيكاراغوا |
| ----------------------- | ----- | --------- |
| - سيمونز 60' - ويلز 71' | تقرير |           |

| هايتي                           | 2–1   | كوستاريكا           |
| ------------------------------- | ----- | ------------------- |
| - نازون 57' (ركل.) - ألكسيس 81' | تقرير | - ألكسيس 13' (ه.ذ.) |

### المجموعة جيم
| م | الفريق      | لعب | ف | ت | خ | أ.له | أ.ع | أ.ف | نقاط | التأهل                      |
| - | ----------- | --- | - | - | - | ---- | --- | --- | ---- | --------------------------- |
| 1 | جامايكا (H) | 3   | 1 | 2 | 0 | 4    | 3   | +1  | 5    | تقدم إلى مرحلة خروج المغلوب |
| 2 | كوراساو     | 3   | 1 | 1 | 1 | 2    | 2   | 0   | 4    | تقدم إلى مرحلة خروج المغلوب |
| 3 | السلفادور   | 3   | 1 | 1 | 1 | 1    | 4   | −3  | 4    |                             |
| 4 | هندوراس     | 3   | 1 | 0 | 2 | 6    | 4   | +2  | 3    |                             |

| كوراساو | 0–1   | السلفادور       |
| ------- | ----- | --------------- |
|         | تقرير | - بونيللا 45+2' |

| جامايكا                     | 3–2   | هندوراس                     |
| --------------------------- | ----- | --------------------------- |
| - أورغيل 15'، 41' - لوي 56' | تقرير | - لوزانو 54' - كاستيو 90+2' |

| السلفادور | 0–0   | جامايكا |
| --------- | ----- | ------- |
|           | تقرير |         |

| هندوراس | 0–1   | كوراساو      |
| ------- | ----- | ------------ |
|         | تقرير | - باكونا 40' |

| جامايكا        | 1–1   | كوراساو      |
| -------------- | ----- | ------------ |
| - نيكولسون 14' | تقرير | - غاري 90+3' |

| هندوراس                                                | 4–0   | السلفادور |
| ------------------------------------------------------ | ----- | --------- |
| - ألفاريز 59' - كاستيو 65' - أكوستا 75' - إيزاغيري 90' | تقرير |           |

### المجموعة دال
| م | الفريق               | لعب | ف | ت | خ | أ.له | أ.ع | أ.ف | نقاط | التأهل                      |
| - | -------------------- | --- | - | - | - | ---- | --- | --- | ---- | --------------------------- |
| 1 | الولايات المتحدة (H) | 3   | 3 | 0 | 0 | 11   | 0   | +11 | 9    | تقدم إلى مرحلة خروج المغلوب |
| 2 | بنما                 | 3   | 2 | 0 | 1 | 6    | 3   | +3  | 6    | تقدم إلى مرحلة خروج المغلوب |
| 3 | غيانا                | 3   | 0 | 1 | 2 | 3    | 9   | −6  | 1    |                             |
| 4 | ترينيداد وتوباغو     | 3   | 0 | 1 | 2 | 1    | 9   | −8  | 1    |                             |

| بنما                      | 2–0   | ترينيداد وتوباغو |
| ------------------------- | ----- | ---------------- |
| - كوبر 53' - بارسيناس 68' | تقرير |                  |

| الولايات المتحدة                          | 4–0   | غيانا |
| ----------------------------------------- | ----- | ----- |
| - أريولا 28' - بويد 51'، 81' - زارديس 55' | تقرير |       |

| غيانا                           | 2–4   | بنما                                                            |
| ------------------------------- | ----- | --------------------------------------------------------------- |
| - دانز 33' (ركل.)، 90+3' (ركل.) | تقرير | - أرويو 16' - فانكوتن 40' (ه.ذ.) - ديفيس 51' (ركل.) - توريس 86' |

| الولايات المتحدة                                              | 6–0   | ترينيداد وتوباغو |
| ------------------------------------------------------------- | ----- | ---------------- |
| - لونغ 41'، 90' - زارديس 66'، 69' - بوليسيتش 73' - أريولا 78' | تقرير |                  |

| ترينيداد وتوباغو | 1–1   | غيانا      |
| ---------------- | ----- | ---------- |
| - مولينو 80'     | تقرير | - دانز 54' |

| بنما | 0–1   | الولايات المتحدة |
| ---- | ----- | ---------------- |
|      | تقرير | - ألتيدور 66'    |

## مرحلة خروج المغلوب
في مرحلة خروج المغلوب، إذا تعادلت نتيجة المباراة بعد 90 دقيقة، يتم لعب وقت إضافي، حيث سيسمح ببديل رابع لكل فريق. وإذا كانت النتيجة لا تزال متعادلة بعد الوقت الإضافي، يتم تحديد المباراة من خلال ركلات الجزاء الترجيحية.

### القوس
|  | ربع النهائي                  | ربع النهائي          |                      |       | نصف النهائي | نصف النهائي |  |  | النهائي | النهائي |
|  |                              |                      |                      |       |             |             |  |  |         |         |
|  | 29 يونيو – هيوستن (إن آر جي) |                      |                      |       |             |             |  |  |         |         |
|  |                              |                      |                      |       |             |             |  |  |         |         |
|  | هايتي                        | 3                    |                      |       |             |             |  |  |         |         |
|  | هايتي                        | 3                    | 2 يوليو – غلينديل    |       |             |             |  |  |         |         |
|  | كندا                         | 2                    |                      |       |             |             |  |  |         |         |
|  | كندا                         | 2                    | هايتي                | 0     |             |             |  |  |         |         |
|  | 29 يونيو – هيوستن (إن آر جي) |                      | هايتي                | 0     |             |             |  |  |         |         |
|  |                              | المكسيك (ب.و.إ.)     | 1                    |       |             |             |  |  |         |         |
|  | المكسيك (ج.)                 | المكسيك (ب.و.إ.)     | 1                    | 0 (4) |             |             |  |  |         |         |
|  | المكسيك (ج.)                 |                      | 7 يوليو – سولجر فيلد | 0 (4) |             |             |  |  |         |         |
|  | كوستاريكا                    | 0 (3)                |                      |       |             |             |  |  |         |         |
|  | كوستاريكا                    | 0 (3)                | المكسيك              | 1     |             |             |  |  |         |         |
|  | 30 يونيو – فيلادلفيا         |                      | المكسيك              | 1     |             |             |  |  |         |         |
|  |                              | الولايات المتحدة     | 0                    |       |             |             |  |  |         |         |
|  | جامايكا                      | الولايات المتحدة     | 0                    | 1     |             |             |  |  |         |         |
|  | جامايكا                      | 3 يوليو – ملعب نيسان |                      | 1     |             |             |  |  |         |         |
|  | بنما                         | 0                    |                      |       |             |             |  |  |         |         |
|  | بنما                         | 0                    | جامايكا              | 1     |             |             |  |  |         |         |
|  | 30 يونيو – فيلادلفيا         |                      | جامايكا              | 1     |             |             |  |  |         |         |
|  |                              | الولايات المتحدة     | 3                    |       |             |             |  |  |         |         |
|  | الولايات المتحدة             | الولايات المتحدة     | 3                    | 1     |             |             |  |  |         |         |
|  | الولايات المتحدة             |                      |                      | 1     |             |             |  |  |         |         |
|  | كوراساو                      | 0                    |                      |       |             |             |  |  |         |         |
|  | كوراساو                      | 0                    |                      |       |             |             |  |  |         |         |

### ربع النهائي
| هايتي                                       | 3–2   | كندا                       |
| ------------------------------------------- | ----- | -------------------------- |
| - نازون 50' - بازيل 70' (ركل.) - غيرييه 76' | تقرير | - ديفيد 18' - كافاليني 28' |

| المكسيك                                                    | 1–1 (ب.و.إ.) | كوستاريكا                                        |
| ---------------------------------------------------------- | ------------ | ------------------------------------------------ |
| - خيمينيز 44'                                              | تقرير        | - رويز 52' (ركل.)                                |
| ركلات الترجيح                                              |              |                                                  |
| - خيمينيز - مونتيس - ألفارادو - غاياردو - مورينو - سالسيدو | 5–4          | - بورخيس - أغيلار - ليال - دوارتي - كالفو - فولر |

| جامايكا             | 1–0   | بنما |
| ------------------- | ----- | ---- |
| - ماتوكس 75' (ركل.) | تقرير |      |

| الولايات المتحدة | 1–0   | كوراساو |
| ---------------- | ----- | ------- |
| - مكيني 25'      | تقرير |         |

### نصف النهائي
| هايتي | 0–1 (ب.و.إ.) | المكسيك              |
| ----- | ------------ | -------------------- |
|       | تقرير        | - خيمينيز 93' (ركل.) |

| جامايكا        | 1–3   | الولايات المتحدة               |
| -------------- | ----- | ------------------------------ |
| - نيكولسون 69' | تقرير | - مكيني 9' - بوليسيتش 52'، 87' |

### النهائي
| المكسيك          | 1–0   | الولايات المتحدة |
| ---------------- | ----- | ---------------- |
| - دوس سانتوس 73' | تقرير |                  |

## الإحصاءات

### الهدافون
عدد الأهداف المُسجلة  96 هدفًا  في 31 مباراة، بمتوسط 3.1 هدفًا في المباراة الواحدة.
6 أهداف
- جوناثان ديفيد

5 أهداف
- راؤول خيمينيز
- لوكاس كافاليني

4 أهداف
- أوريل أنتونا

3 أهداف
- كريستيان بوليسيتش
- جياسي زارديس
- نيل دانز

هدفان
- بول أريولا
- تايلر بويد
- آرون لونغ
- وستون مكيني
- أندريس غواردادو
- ناهكي ويلز
- ديفر أورغيل
- شامار نيكولسون
- ديفيد هويليت
- إلياس أغيلار
- فرانتزدي بييرو
- داكنز نازون
- روبيليو كاستيو

هدف
- جوزي ألتيدور
- ليجوان سيمونز
- دانتي ليفروك
- إدغار يويل بارسيناس
- غابرييل توريس
- إريك ديفيس
- أرماندو كوبر
- نيلسون بونيللا
- روبرتو ألفارادو
- جوناتان دوس سانتوس
- دييغو رييس
- ألكسيس فيغا
- فرناندو نافارو
- كيفين مولينو
- داميون لوي
- دارين ماتوكس
- سكوت أرفيلد
- جورين غاري
- لياندرو باكونا
- براين أوفييدو
- سيلسو بورخيس
- مايرون جورج
- ألان كروز
- براين رويز
- ستيفان أبول
- كيفين بارسيمين
- جوردي ديليم
- كيفين فورتونيه
- جوريس مارفو
- جيمي ألكسيس
- هيرفي بازيل
- ستيفن سابا
- وايلد-دونالد غيرييه
- برايان أكوستا
- خورخي ألفاريز
- إميليو إيزاغيري
- أنتوني لوزانو

هدف ذاتي
- تيرينس فانكوتن (ضد بنما)
- مانويل روساس (ضد هايتي)
- جيمي ألكسيس (ضد كوستاريكا)